# 向海明
向 海明（しょう かいめい、生年不詳 - 613年）は、中国の隋末の民衆叛乱の指導者。

## 生涯
扶風郡出身の桑門であり、弥勒菩薩の転生を自称して、関中・三輔の人々の信奉を集めた。613年12月、挙兵して隋に叛き、数万の人々を集め、皇帝を自称して、白烏の元号を建てた。隋の太僕卿楊義臣の攻撃を受けて敗れた。